# Serravalle Sesia
Serravalle Sesia là một đô thị ở tỉnh Vercelli trong vùng Piedmont thuộc Ý, có cự ly khoảng 80 km về phía đông bắc của Torino và khoảng 40 km về phia bắc của Vercelli. Tại thời điểm ngày 31 tháng 12 năm 2004, đô thị này có dân số 5.031 người và diện tích là 20,4 km².
Đô thị Serravalle Sesia có các frazioni (đơn vị cấp dưới, chủ yếu là các làng) Bornate, Gattera, Piane Sesia, và Vintebbio.
Serravalle Sesia giáp các đô thị: Borgosesia, Crevacuore, Gattinara, Grignasco, Guardabosone, Lozzolo, Prato Sesia, Romagnano Sesia, và Sostegno.